# Гагино (Нижегородская область)
Га́гино — село в Нижегородской области, административный центр Гагинского района и Гагинского сельсовета.

## География
Расположено на левом берегу реки Пьяны.

## История
Точная дата основания села Гагина неизвестна. По одним источникам — 29 июня 1586 года по другим — 1588 год. После похода на Казань в 1552 году Иван Грозный пожаловал эту местность воеводе Ивану Васильевичу Гагину. Созданный им населённый пункт был назван Гагиным.
До 1779 года Гагино располагалось на территории Арзамасского уезда, но в связи с административно-территориальной реформой Екатерины II вошло в состав вновь образованного Сергачского уезда Нижегородского наместничества (с 1797 года — Нижегородская губерния).
К 1861 году село населяли помещичьи крестьяне, разделенные на три владения: князя Долгорукова, дворян Ахматовых и дворян Кейч. После крестьянской реформы в селе было образовано три сельских общества (по бывшим владельцам), и оно стало центром Гагинской волости.
После октябрьской революции в селе был создан Гагинский сельсовет. 17 июля 1929 года в ходе административно-территориальной реформы 1920-х годов Гагинская волость была упразднена, а на ее базе создан Гагинский район.
В апреле 1963 года в связи с хрущовской административно-территориальной реформой Гагинский район был упразднен, а село Гагино (вместе с остальными населенными пунктами Гагинского сельсовета) вошло в состав укрупненного Лукояновского района. В январе 1965 года Гагино вновь стало центром восстановленного Гагинского района.

## Население
| 1959 | 1970  | 1979  | 1989  | 2002  | 2010  | 2021  |
| ---- | ----- | ----- | ----- | ----- | ----- | ----- |
| 1496 | ↗1826 | ↗2786 | ↗3865 | ↗4001 | ↘3891 | ↘3607 |

## Русская православная церковь
10 июля 2011 года архиепископ Георгий совершил чин закладки храма в честь Рождества Пресвятой Богородицы.

## Достопримечательности
23 сентября 2011 года в селе был открыт и освящён памятник воинам, погибшим в афганской и чеченской войнах.

## Люди, связанные с селом
- Вавилин, Иван Николаевич (1926—2008) — Герой Социалистического Труда. На пенсии (с 1994 года) жил в Гагино, где и похоронен.
- Ефимова, Аделаида Александровна (род. 30 июля 1929 года, село Гагино) — живописец, Заслуженный художник БАССР (1979).
- Кочемасов, Вячеслав Иванович (1918—1998) — советский государственный деятель и дипломат. Родился в Гагино.
- Кузнецов, Дмитрий Аркадьевич (1922—1945) — Герой Советского Союза. Родился в Гагино.